# (16413) Aboulgazi
(16413) Aboulgazi, désignation internationale (16413) Abulghazi, est un astéroïde de la ceinture principale.

## Description
(16413) Aboulgazi est un astéroïde de la ceinture principale. Il fut découvert par Eric Walter Elst le 28 janvier 1987 à l'ESO. Il présente une orbite caractérisée par un demi-grand axe de 2,96 UA, une excentricité de 0,088 et une inclinaison de 12,10° par rapport à l'écliptique.
Il fut nommé en hommage à l'historien Abulghazi Bahadur (1603-1663).

## Compléments